# Euxoa truva
Euxoa truva är en fjärilsart som beskrevs av Smith 1910. Euxoa truva ingår i släktet Euxoa och familjen nattflyn. Inga underarter finns listade i Catalogue of Life.